# أهل الربع (بني قلة)
أهل الربع هي إحدى مشيخات المملكة المغربية، تتبع جغرافيا لإقليم وزان وإداريًا لبني قلة. يقدر عدد سكانها بـ 6412 نسمة حسب الإحصاء الرسمي للسكان والسكنى لسنة 2004.